# Susi Susanti
Lucia Francisca „Susi“ Susanti Haditono (* 11. února 1971 Tasikmalaya) je indonéská badmintonistka. Je držitelkou dvou olympijských medailí. Na olympijských hrách v Barceloně roku 1992 vyhrála singlový turnaj. Šlo o historicky první oficiální zlatou olympijskou medaili pro Indonésii (předchozí dvě badmintonová zlata byla z olympiád, kde byl badminton jen jako ukázkový sport). Na olympiádě v Atlantě roku 1996 Susanti získala svůj druhý cenný olympijský kov, když skončila v singlu třetí. V roce 1993 se v Birminghamu stala mistryní světa (rovněž v singlu), krom toho má ze světového šampionátu ještě dva bronzy (1991, 1995). S indonéskou reprezentací je dvojnásobnou vítězkou Uber Cupu (1994, 1996). V roce 2004 byla uvedena do mezinárodní badmintonové síně slávy. Je manželkou badmintonisty Alana Budikusumy, který na olympiádě v Barceloně získal zlato stejně jako ona. V roce 2019 o ní byl natočen životopisný film Susi Susanti: Love All.